# Victor Belmondo
Pour les articles homonymes, voir Belmondo.
Victor Belmondo est un acteur français, né le 15 décembre 1993 à Boulogne-Billancourt. 

## Biographie

### Jeunesse et formations
Victor Belmondo naît le 15 décembre 1993, à Boulogne-Billancourt.
Il est issu de trois générations de Français célèbres : son arrière-grand-père, Paul Belmondo (1898-1982), est un sculpteur reconnu et primé. Son grand-père est l'acteur Jean-Paul Belmondo (1933-2021), très populaire en France durant la seconde moitié du XXe siècle. Son père est le coureur automobile Paul Belmondo (né en 1963). Sa mère est la présentatrice de télévision Luana Belmondo. Il a deux frères : Alessandro (son aîné) et Giacomo (son cadet).
Il passe son enfance à Vaucresson dans les Hauts-de-Seine, petite ville huppée de l'ouest francilien. 
Influencé par la carrière de son grand-père, il effectue ses études supérieures à l'École supérieure d'études cinématographiques (ESEC), où il obtient un diplôme de scénariste. Il suit ensuite des leçons de théâtre au cours Peyran-Lacroix, situé au théâtre de la Pépinière dans le 2e arrondissement de Paris. Il est ensuite nommé au poste d'assistant metteur en scène pour la pièce Ghost Light, puis c'est en qualité d'acteur qu'il participe à la pièce Les Couteaux dans le dos.

### Carrière
En 2004, Victor Belmondo apparaît dans le court métrage Acharnés de Régis Mardon.
En fin 2014, il se rend en Auvergne-Rhône-Alpes pour le tournage de La Vie très privée de Monsieur Sim de Michel Leclerc,,, il interprète le rôle du jeune Lino Matteotti.
En 2018, il tourne l'un de ses premiers grands rôles au cinéma grâce à la réalisatrice Lisa Azuelos, fille de la chanteuse et actrice Marie Laforêt, laquelle a tourné trois films avec son grand-père, dans le film Mon bébé (2019). Il y joue avec Thaïs Alessandrin, fille de la réalisatrice et la petite fille de Marie Laforêt.
En 2020, il est engagé pour interpréter le rôle de Thomas dans Envole-moi (2021) de Christophe Barratier, aux côtés des acteurs Gérard Lanvin et Yoann Eloundou.
En juillet 2021, il fait partie de la distribution de la mini-série Notre-Dame, la part du feu, créée par Hervé Hadmar pour Netflix, évoquant l'incendie de Notre-Dame de Paris en avril 2019,. En novembre, alors que le tournage débute, il est annoncé comme acteur principal, aux côtés de Guillaume de Tonquédec, dans le long métrage Arrête avec tes mensonges (2022) d'Olivier Peyon — adaptation du roman autobiographique du même titre de Philippe Besson.
En février 2022, on révèle son engagement dans la mini-série Bardot (2023) pour France 2, écrite et réalisée par Danièle et Christopher Thompson, où il interprète Roger Vadim — le premier mari de Bardot.

### Vie privée
Le 9 septembre 2021, accompagné de ses deux frères, de ses cousins et cousines et de sa tante Stella Belmondo, Victor Belmondo prend la parole lors de l'hommage national rendu à leur grand-père Jean-Paul Belmondo dans la cour des Invalides à Paris,.

## Filmographie

### Cinéma

#### Longs métrages
- 2015 : La Vie très privée de Monsieur Sim de Michel Leclerc : Lino Matteotti, à 19 ans
- 2018 : Les gardiennes de Xavier Beauvois : Victor
- 2018 : Vous êtes jeunes, vous êtes beaux de Franchin Don : Alexandre
- 2019 : Mon bébé de Lisa Azuelos : Théo
- 2019 : All Inclusive de Fabien Onteniente : Thibault
- 2019 : Versus de François Valla : Kevin
- 2020 : De Gaulle de Gabriel Le Bomin : Claude Hettier de Boislambert
- 2021 : Envole-moi de Christophe Barratier : Thomas Reinhard
- 2021 : Albatros de Xavier Beauvois : Quentin
- 2023 : Arrête avec tes mensonges d'Olivier Peyon : Lucas
- 2023 : Marie-Line et son juge de Jean-Pierre Améris : Alexandre Moreno
- 2023 : Un coup de dés d'Yvan Attal : Alex
- 2024 : Elle et lui et le reste du monde d'Emmanuelle Belohradsky : Marco
- 2024 : Vivre, mourir, renaître de Gaël Morel : Cyril
- 2024 : Joli Joli de Diastème
- 2025 : Bastion 36 d'Olivier Marchal : Antoine Cerda

#### Courts métrages
- 2004 : Acharnés de Régis Mardon : un garçon
- 2017 : Cœurs sourds d'Arnaud Khayadjanian : Jørgen
- 2017 : Lifeline de Victor Michelot
- 2019 : Summer Blue de Pauline Portugal : Yohan
- 2021 : Seuls dans la nuit d'Arnaud Khayadjanian : Jonas

### Télévision

#### Séries télévisées
- 2019 : Capitaine Marleau : Thomas Alleaume (saison 3, épisode 1 : Une voix dans la nuit)
- 2022 : Miskina, la pauvre : Maxime
- 2022 : Notre-Dame, la part du feu : Benjamin Ducourt (mini-série, 6 épisodes)[13]
- 2023 : Bardot : Roger Vadim (mini-série, 6 épisodes)
- prochainement en 2026 : Le Rouge et le Noir : Julien Sorel

## Théâtre
- 2016 : Ghost Light (en tant qu'assistant metteur en scène)[6]
- 2016 : Les Couteaux dans le dos (en tant que comédien)[7]